# الجامعة العربية المفتوحة (الأردن)
الجامعة العربية المفتوحة هي فرع من فروع الجامعة العربية المفتوحة و التي تتواجد في المملكة الأردنية الهاشمية.
تعتمد الجامعة العربية المفتوحة نظام التعليم المفتوح، ولا تشترط الجامعة العربية المفتوحة الحضور اليومي للجامعة، ولاكنها تشترط الإفادة من جلسات المناقشة المباشرة عند حدوثها (وهي تشكل 25% من الوقت المخصص للمقرر) وتنفيذ الواجبات والأنشطة التي تتطلبها الدراسة واجتياز الاختبارات والامتحانات التي تنظمها الجامعة.

## مواقع خارجية
- موقع الجامعة العربية المفتوحة - فرع الأردن